# Krasimira Medarowa
Krasimira Medarowa, bułg. Красимира Медарова (ur. 18 sierpnia 1966) – bułgarska prawniczka, sędzia, od 8 do 10 sierpnia 2014 minister bez teki ds. organizacji wyborów.

## Życiorys
Ukończyła studia prawnicze na Uniwersytecie Sofijskim, następnie uzyskała uprawnienia sędziego. Orzekała w sądzie rejonowym (1992–1998) i miejskim (1998–2006) w Sofii, w 2006 została sędzią sądu apelacyjnego w Sofii. W 2011 wybrano ją na przewodniczącą krajowej komisji wyborczej z rekomendacji partii GERB. Odeszła z tej funkcji w 2014 po zmianach w kodeksie wyborczym, które zabraniały łączenia tej funkcji z zawodem sędziego.
8 sierpnia 2014 objęła funkcję ministra bez teki ds. organizacji wyborów w rządzie Georgiego Bliznaszkiego. Odeszła z funkcji już 10 sierpnia ze względu na krytykę ze strony m.in. Bloku Reformatorskiego oraz oskarżenia o sprzyjanie GERB-owi podczas kierowania komisją wyborczą (m.in. poprzez dopuszczenie polityków tej partii do obserwowania liczenia głosów).